# Jaclyn LaBerge
Jaclyn LaBerge (Calgary, 20 september 1984) is een Canadees skeletonster.

## Carrière
LaBerge begon in 2009 met skeleton in de North American Cup, later kwam ze nog uit op de Intercontinental Cup en de Europe Cup. Pas in 2021 bereikte ze de top toen ze tweemaal deel nam in de Wereldbeker waar ze in het algemeen klassement 27e werd.

## Resultaten

### Wereldbeker
Eindklasseringen
| Seizoen   | Rang |
| --------- | ---- |
| 2020/2021 | 27e  |
| 2022/2023 | 23e  |